# Guía metodológica para la estimación de emisiones vehiculares en ciudades mexicanas
Esta guía es la segunda de su tipo que publica el Instituto Nacional de Ecología de la Secretaría de Medio Ambiente y Recursos Naturales como parte del programa de capacitación en materia de inventarios de emisiones. Este programa inició junto con la elaboración del primer inventario nacional de emisiones de México (INEM, 1999) y tiene como objetivo poner a disposición de los interesados una serie de herramientas para homologar los esfuerzos de elaboración, mantenimiento y actualización de inventarios de emisiones en México. 
En particular, esta segunda guía aborda el tema de las emisiones vehiculares, exponiendo los principales conceptos y definiciones relacionados con las emisiones provenientes de los vehículos que circulan por las calles y carreteras, así como un panorama general sobre la metodología y las herramientas más comúnmente utilizadas para estimar la contribución de este sector a las emisiones de contaminantes a la atmósfera. 
Así, se espera que esta guía contribuya a fomentar el desarrollo de inventarios de emisiones que sean consistentes, basados en información y metodologías sólidas y que permitan evaluar, con alto grado de confianza, la problemática ambiental que genera el sector vehicular en diversas zonas urbanas. 
Enlaces externos
Instituto Nacional de Ecología
- Datos: Q5890135